# Hubert Knipping

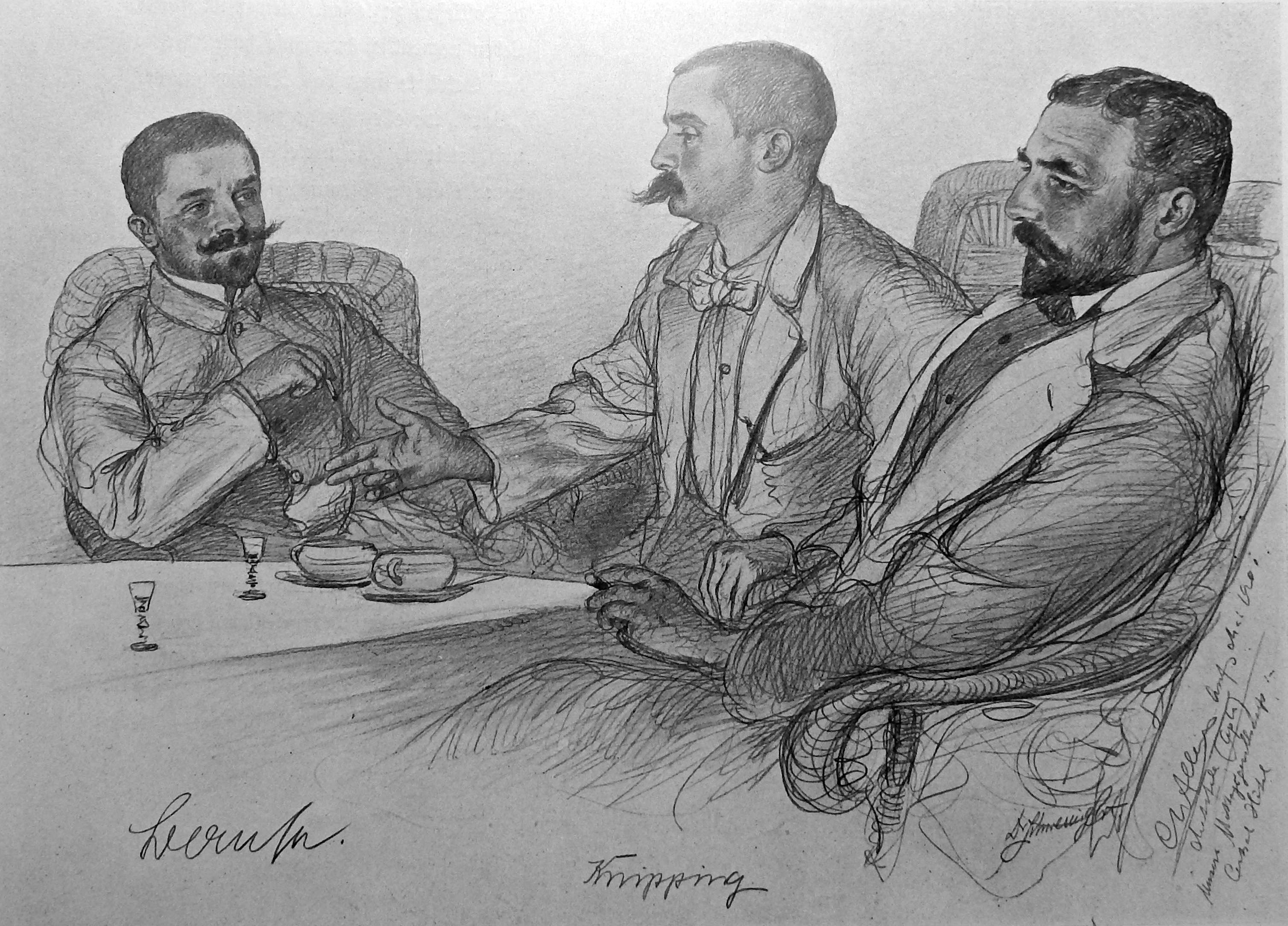
Knipping (Mitte) im Mai 1900

Hubert Knipping (* 25. März 1868 in Hameln; † 16. Juni 1955 in Bückeburg) war ein deutscher Diplomat.

## Biografie
Nach dem Schulbesuch studierte er Rechtswissenschaften und trat nach dem Ersten juristischen Staatsexamen 1891 als Referendar in den Justizdienst des Königreichs Preußen und wurde 1896 Assessor. 1897 trat er in den diplomatischen Dienst und schlug dort eine konsularische Laufbahn ein. Nach Beendigung des Vorbereitungsdienstes war er zwischen 1899 und 1902 nacheinander an den Konsulaten in Sydney als Vizekonsul, Samoa und Shanghai tätig. 1902 kehrte er nach Berlin zurück und wurde Mitarbeiter in der Rechtsabteilung des Auswärtigen Amtes. 1904 erfolgte seine Beförderung zum Legationsrat.
1906 wurde er zum Konsul in Tientsin ernannt und bekleidete dieses Amt bis zu seiner Ernennung zum Generalkonsul in Shanghai von 1913 bis 1917. Anfang 1918 wurde er zum Geheimen Legationsrat an die Gesandtschaft in Bern berufen. 1919 kehrte er jedoch bereits wieder nach Berlin zurück und wurde 1920 als Ministerialdirektor Leiter der Abteilung Ostasien im Auswärtigen Amt, die ab 1922 als Abteilung IV b bezeichnet wurde. 1924 erfolgte zunächst seine Versetzung in den einstweiligen Ruhestand.
Bereits 1925 wurde er jedoch in den diplomatischen Dienst zurückberufen und als Nachfolger von Georg Alfred Plehn zum Gesandten in Brasilien ernannt. Dieses Amt bekleidete er bis 1932. Im folgenden Jahr wurde er in den Ruhestand verabschiedet.
Im Juni 1953 wurde ihm das Große Bundesverdienstkreuz mit Stern verliehen.